# Forenzička antropologija
Forenzička antropologija je izraz kojim se opisuje primjena antropologije i/li osteologije u forenzičke svrhe, tj. radi prikupljanja, izvođenja i procjene dokaza u kriminalističkim istragama, odnosno sudskim ili upravnim postupcima. Najčešća primjena forenzičke antropologije se odvija tijekom kriminalističkih istraga, odnosno kada treba identificirati leš koji je bio podvgrnut dugotrajnom raspadanju, odnosno paljenju, komadanju ili nekom drugom procesu zbog koga se ne može prepoznati na uobičajene načine.

## Primjena
Njen osnovni zadatak je utvrđivanje i razjašnjavanje nepoznatih činjenica. Forenzički antropolog može sudjelovati u identifikaciji pokojnika koji su spaljeni ili na drugi način učinjeni nemogućim za identifikaciju. 
Forenzički antropolozi posuđuju metode koje su razvile akademske discipline fizičke antropologije i primjenjuje ih u slučajevima koji to zahtejvaju.
Forenzički antropolozi vrlo često surađuju s patolozima i istraživačima ubojstava.

## Vanjske poveznice
- The Forensic Anthropology Forum - forensic anthropology news and continuing education